# Stoomraket
Een stoomraket is een raket die zijn stuwkracht ontleent aan water van hoge druk en hoge temperatuur dat uit een tot hoge temperatuur verhitte houder ontsnapt.

## Werking
Een stoomraket bestaat uit een drukbestendige houder, geheel met water gevuld. De houder heeft een uitstroomopening die afgesloten gehouden wordt. De houder wordt verwarmd tot (ver) boven het kookpunt (typisch 250 – 500 °C). Als de opening vrijgegeven wordt ontsnapt oververhit water, wat stuwdruk oplevert. Het rendement kan aanmerkelijk worden vergroot door de expanderende stoom via een geoptimaliseerde straalpijp te geleiden (Lavalstraalpijp).

## Toepassing
Stoomraketvoortstuwing is gebruikt voor het aandrijven van auto’s en motorfietsen. Onder andere door Evel Knievel bij zijn record sprong over de Snake River Canyon in 1974.

## Moderne Ruimtevaart
De modernste raketmotoren zoals deze van de Space Shuttle en de ARES draagraket van de NASA die de toekomstige maanvluchten zal aandrijven, gebruiken waterstof als brandstof en zuurstof als oxydant. Het uitlaatgas bestaat uit pure waterdamp op extreem hoge temperatuur en druk. 
Het zijn dus eigenlijk stoomraketten. Zij worden voortgestuwd door een stoomstraal. 
Dit is belangrijk voor het ecologische aspect van de ruimtevaart. Moderne draagraketten veroorzaken geen significante luchtvervuiling.